# Barnton (Edimburgo)
Barnton è un quartiere di Edimburgo, in Scozia, e si trova nel nord-ovest della città.
È sede della Royal High School di Edimburgo; ma anche della The Royal Burgess Golfing Society, uno dei più antichi club di golf in Scozia. 
In esso troviamo anche Barnton Quarry, precedentemente una cava di pietra, poi sito di un bunker sotterraneo, costruito appositamente nell'evenienza di una guerra nucleare. Fu abbandonato nel 1985.